# Max Clarenbach
Maximilien Clarenbach (Neuss, 19 maggio 1880 – Wittlaer, 9 luglio 1952) è stato un pittore tedesco.

## Biografia
I suoi genitori furono Alfred Hugo Clarenbach e Selma Hedwig Dorothea, studiò prima con Andreas Achenbach, e poi alla Kunstakademie Düsseldorf con Henry Lauenstein, Arthur Kampf, e  Eugen Dücker.
Fece parte della scuola di pittura di Düsseldorf di Friedrich Wilhelm Schadow, organizzò con Julius Bretz, August Deusser, Walter Ophey diverse mostre pittoriche fondando la Sonderbund.